# Yangwang U7
O Yangwang U7 é um sedã de luxo totalmente elétrico de grande porte (segmento F) produzido pela BYD Auto sob sua marca de luxo Yangwang. Apresentado em janeiro de 2024 e lançado oficialmente em março de 2025, o U7 se posiciona como o modelo topo de linha da marca, incorporando as tecnologias mais avançadas da BYD, incluindo a plataforma de quatro motores e⁴ (Yisifang) e o sistema de suspensão ativa inteligente DiSus-Z.
Com uma potência combinada de 960 kW (1.305 cv), o veículo é um dos sedãs de produção mais potentes do mundo e foi projetado para competir com sedãs de luxo estabelecidos, como o Mercedes-Benz EQS e o BMW i7.[carece de fontes?]

## Histórico
A primeira aparição oficial do Yangwang U7 ocorreu em janeiro de 2024, quando o Ministério da Indústria e Tecnologia da Informação (MIIT) da China divulgou os documentos de homologação do veículo, revelando suas especificações técnicas e design. Pouco depois, a Yangwang publicou as imagens e informações oficiais, confirmando os dados.[carece de fontes?]
O veículo fez sua estreia pública no Salão do Automóvel de Pequim em abril de 2024, onde a revolucionária suspensão DiSus-Z foi demonstrada. As pré-vendas iniciaram-se em novembro de 2024.
O lançamento oficial para o mercado chinês ocorreu em 27 de março de 2025, com preços anunciados entre 628.000 e 708.000 RMB (aproximadamente 87.000 a 98.000 USD). A produção em série começou na fábrica da BYD em Xi'an, com as primeiras unidades saindo da linha de montagem no final de maio de 2025.

## Visão Geral

### Design
O design do U7 foi liderado por Wolfgang Egger, chefe de design global da BYD. O estilo segue a linguagem de design da família Yangwang, chamada "Time Gate" (Portal do Tempo). A dianteira é caracterizada por grandes faróis em forma de C que se integram à grade, criando uma identidade visual agressiva e distinta, semelhante à do supercarro Yangwang U9.
A silhueta é a de um fastback elegante, com uma linha de teto arqueada que contribui para sua eficiência aerodinâmica. As maçanetas das portas são embutidas e o veículo pode ser equipado com espelhos retrovisores tradicionais ou câmeras digitais para reduzir o arrasto. A traseira possui uma barra de luz contínua, um elemento comum em veículos elétricos modernos.

### Aerodinâmica
O Yangwang U7 possui um coeficiente de arrasto (Cd) de apenas 0,195, tornando-o um dos sedãs de produção mais aerodinâmicos do mundo.[carece de fontes?] Este baixo valor é alcançado através de uma combinação de elementos de design, incluindo:
- A silhueta de fastback.
- As maçanetas embutidas e a opção de retrovisores por câmera.
- Um sistema de aletas ativas na grade frontal.
- Saídas de ar funcionais nos para-lamas dianteiros.
- Rodas de design aerodinâmico.
- Um chassi com fundo plano para otimizar o fluxo de ar.

### Interior
O interior do U7 foi concebido com foco no luxo e na tecnologia, seguindo um layout denominado "Star Ring Cockpit" (Cockpit do Anel Estelar). O painel é dominado por um arranjo de três telas: um painel de instrumentos digital de 23,6 polegadas para o motorista, uma tela de controle central OLED de 12,8 polegadas e uma tela de 6 polegadas para o passageiro dianteiro.
O veículo está disponível em configurações de 4 ou 5 lugares. Os materiais incluem couro Nappa, madeira de freixo e fibra de carbono. Os assentos traseiros, especialmente na versão de 4 lugares, oferecem funcionalidades de massagem com pedras quentes, reclinação e telas individuais de 12,8 polegadas. O sistema de som é um Dynaudio Evidence Series com 23 alto-falantes.

## Tecnologia e Inovações
O U7 serve como uma vitrine para as tecnologias mais avançadas da BYD.

### Plataforma e⁴ (Yisifang)
O U7 é construído sobre a plataforma e⁴ (conhecida na China como Yisifang), que é a base de todos os veículos Yangwang. Esta arquitetura utiliza quatro motores elétricos independentes, um para cada roda. Isso permite um controle de vetorização de torque extremamente preciso e rápido. As principais capacidades habilitadas pela plataforma e⁴ incluem:
- Tank Turn (Giro de Tanque): A capacidade de girar 360 graus sobre o próprio eixo, ao acionar as rodas de cada lado em direções opostas.
- Movimento Lateral Paralelo: O veículo pode se mover lateralmente para facilitar manobras de estacionamento.
- Estabilidade em Alta Velocidade: O sistema ajusta ativamente o torque em cada roda em milissegundos para manter a estabilidade, mesmo em caso de um pneu furado a alta velocidade.
- Direção nas Rodas Traseiras: As rodas traseiras podem esterçar até 20 graus em ambas as direções, conferindo ao sedã de 5,26 metros um raio de giro de apenas 4,85 metros, similar ao de um carro compacto.[4]

### Suspensão DiSus-Z
O Yangwang U7 é o primeiro veículo de produção a utilizar o sistema de suspensão DiSus-Z da BYD. Diferente dos sistemas de suspensão a ar (DiSus-A) ou hidráulicos (DiSus-P) da marca, o DiSus-Z é uma suspensão eletromagnética ativa.
Este sistema substitui os amortecedores tradicionais por motores de acionamento direto que controlam o movimento de cada roda. Ele utiliza dados dos sensores LiDAR e das câmeras do veículo para escanear a estrada à frente e ajustar proativamente a rigidez da suspensão em apenas 10 milissegundos. O sistema também pode gerar até 1 kW de eletricidade por amortecedor através da recuperação de energia dos movimentos da suspensão.
Uma demonstração notável da capacidade do sistema é a habilidade do U7 de dirigir com três rodas. Em caso de falha de um pneu, o sistema de suspensão pode levantar a roda afetada e redistribuir as forças para permitir que o veículo continue a se mover com segurança a uma velocidade de até 80 km/h por 30 km.

### Sistema de Assistência ao Condutor "God's Eye"
O U7 está equipado com um avançado sistema de assistência ao condutor (ADAS) denominado "God's Eye" (天神之眼). Este sistema proporciona capacidades de condução autônoma de nível L2+. Ele é alimentado por uma suíte de 32 sensores:
- 3 sensores LiDAR
- 5 radares de ondas milimétricas
- 13 câmeras de alta definição
- 12 sensores ultrassônicos

O sistema é processado por um chip NVIDIA Orin com poder computacional de 508 TOPS. Uma característica fundamental do "God's Eye" é sua capacidade de operar sem depender de mapas de alta precisão, utilizando a fusão de sensores para navegação e tomada de decisões em tempo real.[carece de fontes?]

## Motorização
O Yangwang U7 está disponível em duas variantes de powertrain, ambas compartilhando a mesma potência máxima e sistema de tração integral com quatro motores.

### Versão Elétrica (EV)
A versão puramente elétrica é equipada com uma bateria LFP (Lítio-Ferro-Fosfato) BYD Blade Battery com capacidade de 135,5 kWh. Esta configuração oferece uma autonomia de 720 km segundo o ciclo de teste chinês (CLTC). Suporta carregamento ultrarrápido DC de até 500 kW, permitindo recuperar grande parte da autonomia em poucos minutos.

### Versão Híbrida Plug-in (PHEV)
A variante PHEV combina os quatro motores elétricos com um extensor de autonomia, que é um motor a combustão interna de 2.0 litros. Notavelmente, este é o primeiro motor com arquitetura boxer produzido em massa na China. Ele foi escolhido por seu baixo centro de gravidade e dimensões compactas, o que permitiu um design de capô mais baixo para melhor aerodinâmica. Este motor não impulsiona as rodas diretamente; sua única função é gerar eletricidade para recarregar a bateria ou alimentar os motores elétricos.
A versão PHEV possui uma bateria LFP Blade menor, de 52,4 kWh, que proporciona uma autonomia puramente elétrica de 150 km (CLTC). Com o extensor de autonomia e um tanque de combustível cheio, a autonomia total combinada chega a 1.000 km (CLTC).

## Especificações Técnicas
| Especificação               | Yangwang U7 (EV)            | Yangwang U7 (PHEV)                                 |
| --------------------------- | --------------------------- | -------------------------------------------------- |
| Powertrain                  | 4 × Motores Elétricos       | 4 × Motores Elétricos + 2.0L Motor Boxer (gerador) |
| Potência Total              | 960 kW (1.305 PS; 1.287 hp) | 960 kW (1.305 PS; 1.287 hp)                        |
| Torque Total                | 1.680 N⋅m                   | 1.680 N⋅m                                          |
| Aceleração (0-100 km/h)     | 2,9 segundos                | 2,9 segundos                                       |
| Velocidade Máxima           | 270 km/h                    | 270 km/h                                           |
| Bateria                     | 135,5 kWh LFP Blade Battery | 52,4 kWh LFP Blade Battery                         |
| Autonomia (CLTC)            | 720 km (elétrica)           | 150 km (elétrica) / 1.000 km (combinada)           |
| Tração                      | Integral (e⁴)               | Integral (e⁴)                                      |
| Peso                        | 2.930 kg                    | 2.890 kg                                           |
| Coeficiente de Arrasto (Cd) | 0,195                       | 0,195                                              |

## Mercado e Concorrência
O Yangwang U7 foi lançado exclusivamente no mercado chinês, com um preço inicial de 628.000 RMB. Ele se posiciona no segmento de sedãs de luxo de alta performance, competindo diretamente com modelos como o Mercedes-Benz EQS, BMW i7, Nio ET9 e as versões de topo do Tesla Model S.[carece de fontes?]
O U7 visa atrair compradores de tecnologia e luxo que buscam performance extrema e inovações disruptivas, utilizando suas capacidades tecnológicas únicas, como a suspensão DiSus-Z e a plataforma e⁴, como principais diferenciais.

## Recepção
Sendo um veículo lançado em meados de 2025, a recepção detalhada por parte da imprensa automotiva internacional ainda está em desenvolvimento. A cobertura inicial focou-se amplamente na sua impressionante ficha técnica e nas demonstrações de suas tecnologias inovadoras durante eventos de lançamento. O veículo foi elogiado por estabelecer novos padrões de potência e por introduzir sistemas como a suspensão eletromagnética DiSus-Z no mercado de produção em massa. Análises críticas baseadas em testes de condução aprofundados são aguardadas para avaliar o comportamento dinâmico e o conforto do veículo em condições reais.